# Legenda cruciaților
Legenda cruciaților (titlu original: Outcast) este un film americano-chinezo-canadian de acțiune de aventuri din 2014 regizat de Nick Powell. Rolurile principale au fost interpretate de actorii Nicolas Cage, Hayden Christensen, Anoja Dias Bolt și  Alexandre Bailly.

## Distribuție
- Hayden Christensen - Jacob
- Nicolas Cage - Gallain
- Liu Yifei - Lian
- Ji Ke Jun Yi - Mei
- Andy On - Shing
- Anoja Dias Bolt - Anika
- Byron Lawson - Căpitan Peng